# Hofmeisterella
Hofmeisterella é um género botânico pertencente à família das orquídeas (Orchidaceae).